# 극장판 데이트 어 라이브: 마유리 저지먼트
《극장판 데이트 어 라이브: 마유리 저지먼트》(일본어: 劇場版 デート ア ライブ 万由里ジャッジメント 게키조반 데토 아 라이부 마유리 자지멘토[*])는 타치바나 코우시가 쓴 소설 《데이트 어 라이브》를 원작으로 한 일본 애니메이션이다. 모토나가 케이타로가 김독을 맡고 시라네 히데키가 각본을 맡았다. 프로덕션 아임즈가 제작하고 KADOKAWA가 배급했다. 텐구시 위에 신비한 거대 구체가 나타나고 이츠카 시도는 신비한 소녀를 만난다.
이 애니메이션 영화는 2014년 6월에 발표되었으며 제목은 12월에 공개되었다. 영화의 스태프는 2015년 3월에 발표되었다. 아마미야 소라는 2015년 4월 《데이트 어 라이브》 애니메이션 시리즈에 합류하여 마유리라는 새로운 캐릭터의 목소리를 맡았다.

## 줄거리
콘서트가 끝난 후 이자요이 미쿠는 이츠카 시도, 야토가미 토카, 이츠카 코토리, 요시노, 야마이 카구야, 야마이 유즈루를 예약된 실내 수영장에 초대한다. 일행이 집으로 향하자 시도는 자신에게만 보이는 신비한 소녀를 보기 시작하지만 빨리 사라진다. 다음날 아침 시도는 텐구시 위에 떠있는 신비한 거대한 구체를 발견하지만 모든 사람에게 보이지 않는 것처럼 보이며 프락시너스의 레이더 로만 감지할 수 있다. 무라사메 레이네은 시도에 대한 강한 감정으로 인해 무의식적으로 방출하는 여섯 소녀의 정신 에너지에 의해 영역이 형성된다고 의심한다. 그녀는 시도가 카구야, 미쿠, 요시노, 유즈루, 코토리 및 토카를 시작으로 감정적 욕망을 완화하고 영역을 사라지게 만들기 위해 여섯 소녀 각각과 데이트를 제안한다. 신비한 소녀는 시도가 소녀들과 데이트하는 동안 지켜보고 있다.
앞서 오리가미 토비이치의 방해를 받은 토카와의 마지막 데이트에서 시도는 자신을 마유리라고 소개하는 신비한 소녀를 만나고, 그녀가 자신이 봉인한 소녀들의 정령력에서 태어나 케루비엘이라는 구체와 연결되어 있다는 사실을 알게 된다. 마유리가 소녀들의 기분을 조절하는 임무를 완수한 후 시도에게 작별 인사를 하자 케루비엘은 천사의 모습으로 변신해 그들을 공격하지만 토카와 다른 소녀들의 도착에 의해 구출된다. 레이네는 마유리의 엔젤이 시도와 데이트하는 소녀에 대한 질투와 관련되어 폭력적으로 변했다는 것을 깨닫는다. 시도가 마유리를 구하고 싶다는 소망을 언급했을 때 소녀들의 영혼의 힘이 일시적으로 풀려 케루비엘과의 싸움을 돕는다.

## 등장인물
- 이츠카 시도 - 시마자키 노부나가[1]
- 야토가미 토카 - 이노우에 마리나[2]
- 오리가미 토비이치 - 토가시 미스즈
- 이츠카 코토리 - 타케타츠 아야나
- 요시노 - 노미즈 이오리
- 토키사키 쿠루미 - 사나다 아사미
- 야마이 카구야 - 우치다 마아야
- 야마이 유즈루 - 브리드컷 세라 에미
- 이자요이 미쿠 - 치하라 미노리
- 마유리 - 아마미야 소라
- 무라사메 레이네 - 엔도 아야

## 주제가
작사는 와타나베 시오, 작곡과 편곡은 사카베 고
Invisible Date
sweet ARMS에 의한 주제가.
Go☆サマーガール
이자요이 미쿠(치하라 미노리)에 의한 삽입곡.
デート・ア・ライブ
sweet ARMS에 의한 삽입곡.